# Алабушево (Московская область)
Ала́бушево — село в Московской области России. Входит в городской округ Солнечногорск, относится к территориальному управлению Андреевка в рамках администрации городского округа.
Расположено у истока реки Сходни, рядом с одноимённой платформой железной дороги, в северо-западной части Московской области, в южной части округа, в 21 км (по прямой) от Солнечногорска. Граничит северо-восточной стороною с зеленоградским районом Силино.
Название произошло от князя Фёдора Ярославского по прозвищу Алабыш.

## История

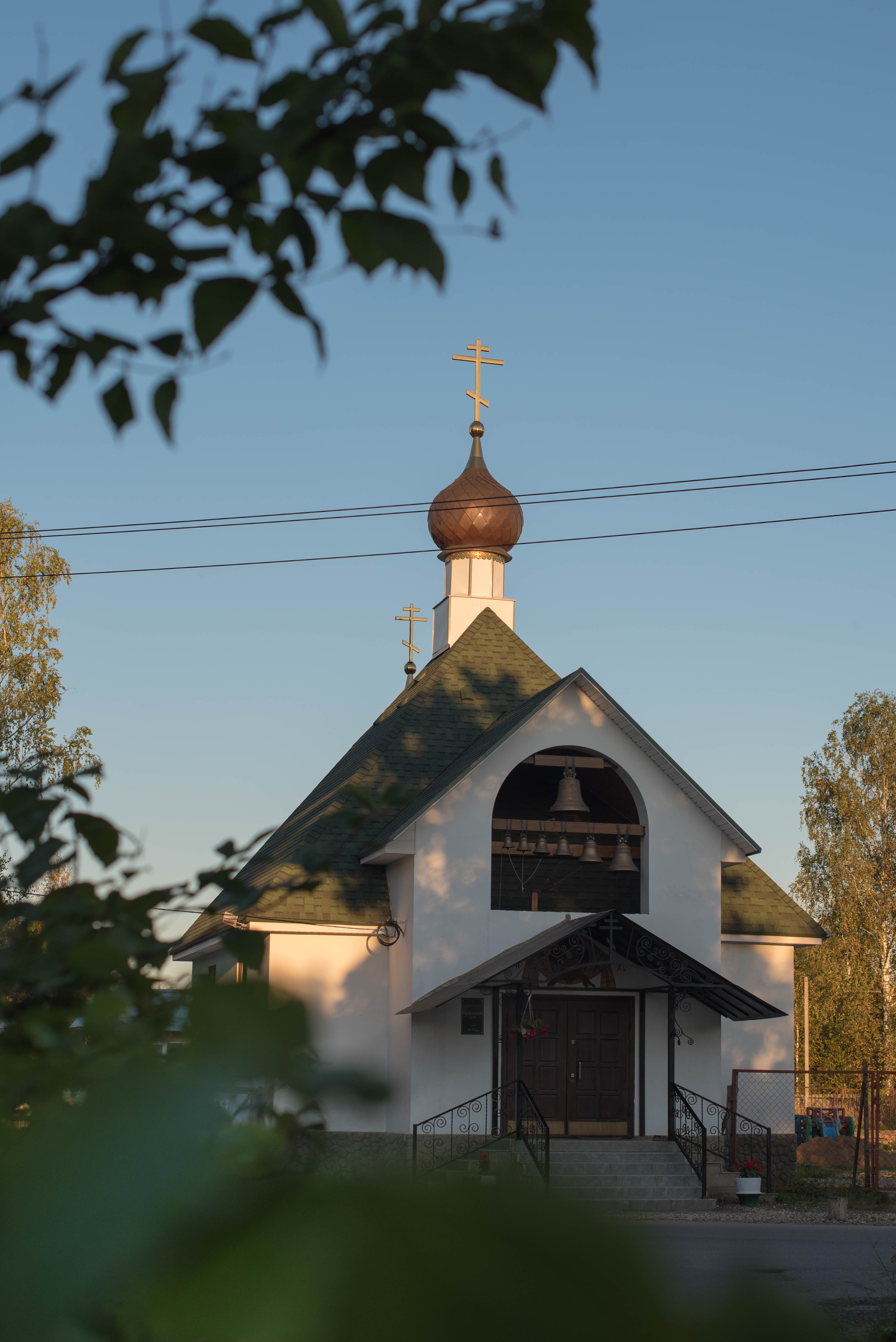
Церковь Серафима Саровского в Алабушево

С 1929 года — населённый пункт в составе Сходненского района Московского округа Московской области. Постановлением ЦИК и СНК от 23 июля 1930 года округа как административно-территориальные единицы были ликвидированы.
12 июля 1929—27 сентября 1932 года — центр Алабушевского сельсовета Сходненского района.
27 сентября 1932—28 мая 1940 гг. — центр Алабушевского сельсовета Солнечногорского района.
28 мая 1940—30 сентября 1960 гг. — центр Алабушевского сельсовета Химкинского района (до 18 августа 1960 года) и Солнечногорского района (18.08.1960—30.09.1960).
30 сентября 1960 года село преобразовано в дачный посёлок Солнечногорского района.
1 февраля 1963—11 января 1965 гг. — в административном подчинении городу Химки.
11 февраля 1987 года северо-восточная часть посёлка, находящаяся между Октябрьской железной дорогой и городом Зеленоградом, включена в городскую черту последнего.
13 сентября 2004 года преобразован в сельский населённый пункт и передан Андреевскому сельскому округу.
С 1994 до 2005 года село входило в Андреевский сельский округ Солнечногорского района.
С 2005 до 2019 года  село включалось в городское поселение Андреевка Солнечногорского муниципального района Московской области, с 2019 года стало относиться к территориальному управлению Андреевка в рамках администрации городского округа Солнечногорск.

## Население
| 1852  | 1859  | 1890  | 1899  | 1926 | 1959  | 1989  |
| ----- | ----- | ----- | ----- | ---- | ----- | ----- |
| 282   | ↗310  | ↗491  | ↘348  | ↗658 | ↗6593 | ↘1919 |
| 2002  | 2006  | 2010  | 2021  |      |       |       |
| ↗2756 | →2756 | ↗2994 | ↗3170 |      |       |       |

## Образование
На территории села действует Алабушевская средняя общеобразовательная школа

## Транспорт
Автобус № 18 (Станция Крюково(Зеленоград) — Алабушево)
Маршрутное такси № 164к (Станция Крюково(Зеленоград)-Алабушево)
Автобус № 24 (Станция Крюково(Зеленоград)-Алабушевское кладбище)
Станция Алабушево (Октябрьской железной дороги)

## Люди, связанные с селом
- В селе родился Герой Советского Союза Николай Семёнов.
- В селе проживал и учился советский футболист и тренер Евгений Ловчев[21]